# Alejandro Sánchez (beisbolista)
Alejandro Sánchez Pimentel (nacido el 14 de febrero de 1959 en San Pedro de Macorís) es un ex jardinero derecho dominicano que jugó en la Liga Mayor de Béisbol. Jugó durante seis temporadas a nivel de Grandes Ligas con los Filis de Filadelfia, Gigantes de San Francisco, Tigres de Detroit, Mellizos de Minnesota y Atléticos de Oakland. Su primera aparición profesional en el béisbol estadounidense fue con el equipo de novato de los Filis, Helena Brewers en 1978, y su última con el equipo de Triple-A  de Oakland, los Tacoma Tigers en 1988. Sánchez terminó su carrera en Grandes Ligas con un promedio de .229, 49 hits, 7 dobles, 3 triples, 8 jonrones, 21 carreras impulsadas, 28 anotadas, 1 bases por bolas, 66 ponches, 4 bases robadas, 5 veces atrapado robando. Todo en 109 juegos y 214 veces al bate. Además se desempeñó como bateador emergente.